# South Arm
South Arm är en ort i Australien. Den ligger i kommunen Clarence och delstaten Tasmanien, i den sydöstra delen av landet, omkring 18 kilometer sydost om delstatshuvudstaden Hobart. Antalet invånare är 796.
Trakten är tätbefolkad. Närmaste större samhälle är Hobart, omkring 18 kilometer nordväst om South Arm. 
Genomsnittlig årsnederbörd är 920 millimeter. Den regnigaste månaden är juli, med i genomsnitt 114 mm nederbörd, och den torraste är februari, med 49 mm nederbörd.